# Risto Stijović
Risto Stijović (en alfabeto cirílico serbio Ристо Стијовић) fue un escultor serbio de fama internacional, nacido el 20 de octubre de 1894 en Podgorica y fallecido el 20 de diciembre en Belgrado. Fue considerado uno de los artistas más originales de su tiempo.

## Datos biográficos
Nació en la capital Podgorica en el centro de Montenegro, descendiente de una vieja familia montenegrina. Vivió durante años en París, donde conoció a su esposa, Jeanette. Juntos se trasladaron a Belgrado, donde él falleció el año 1974. Está enterrado en el Cementerio Čepurci de Podgorica. 
La obra de Stijovićestá inspirada por la naturaleza y la cultura de Montenegro. Es considerado el más importante escultor de su país. Fue un maestro en la escultura de animales.